# Phytobia alocomentula
Phytobia alocomentula är en tvåvingeart som beskrevs av Mitsuhiro Sasakawa 1996. Phytobia alocomentula ingår i släktet Phytobia och familjen minerarflugor. Inga underarter finns listade i Catalogue of Life.